# АС-12
| АС-12                      |                             |                             |
|                            |                             |                             |
|                            |                             |                             |
| Під прапором               | Росія                       | Росія                       |
| Спуск на воду              | серпень 2003                | серпень 2003                |
| Сучасний статус            | у складі Північного флоту   | у складі Північного флоту   |
| Проєкт                     |                             |                             |
| Тип ПЧ                     | атомна глибоководна станція | атомна глибоководна станція |
| Розробник проєкту          | СПМБМ «Малахит»             | СПМБМ «Малахит»             |
| Головний конструктор       | Ю. М. Коновалов             | Ю. М. Коновалов             |
| Класифікація НАТО          | NORSUB-5                    | NORSUB-5                    |
| Основні характеристики     |                             |                             |
| Швидкість (підводна)       | 30 вузлів                   | 30 вузлів                   |
| Робоча глибина занурення   | >3000 м                     | >3000 м                     |
| Автономність плавання      | декілька місяців            | декілька місяців            |
| Екіпаж                     | 25 осіб (усі офіцери)       | 25 осіб (усі офіцери)       |
| Розміри                    |                             |                             |
| Довжина найбільша (по КВЛ) | ~60 м                       | ~60 м                       |
| Озброєння                  |                             |                             |

АС-12, відомий також як «Лошарик» — російський глибоководний атомний підводний човен (за офіційною російською військово-морською класифікацією — атомна глибоководна станція), який не містить озброєння і здатний занурюватися, за деякими даними, на глибину до 6000 метрів (було продемонстровано занурення апарату на глибину до 3000 метрів). Може використовуватися для спеціальних операцій різного характеру.

## Призначення
Призначення АС-12 довгий час залишалося невідомим. Проте у жовтні 2015 року експерти Пентагону заявили, що АС-12 — це «диверсійний апарат» для встановлення пристроїв для руйнування різної підводної інфраструктури, у першу чергу кабелів зв'язку, що в разі глобального конфлікту може серйозно підірвати роботу Інтернету, зруйнувавши магістральні кабелі зв'язку між материками Російські експерти зазначають, що АС-12 здатна завдати шкоди глибоководним компонентам системи стеження за підводними човнами SOSUS.
Експерти НАТО також опублікували аналітичний матеріал, який вказує, що такі російські глибоководні човни АС-12, які здатні перебувати на океанському дні на більшій частині території світового океану, мають вкрай небезпечний потенціал модернізації в «субмарину на колесах» для пересування по морському дну колісним способом. Це фактично виключає можливість виявлення таких апаратів акустичними і магнітометричними засобами. Висувні колеса реалізовані на американському апараті NR-1, який є аналогом АС-12 з меншою глибиною занурення.

## Конструкція
Міцний корпус човна — полісферичний, зібраний з декількох кулястих відсіків (реалізований принцип батисфери), виготовлених з титану і розташованих усередині подовженого легкого корпусу «класичної» форми. Завдяки цьому, міцний корпус здатний витримувати тиск води на дуже великих глибинах.. За даними відкритих джерел, силовою установкою човна є малогабаритний атомний реактор. Про наявність озброєння в базовому проєкт підводного човна відомості відсутні.
Носієм «Лошарика» є атомний підводний човен спеціального призначення БС-136 «Оренбург» проєкту 09786 або К-329 «Бєлгород» проєкту 949А «Антей».
Назву човен отримав від героя мультфільму — коника з кульок.

## Історія
Атомна глибоководна станція проєкту 10831, шифр «Калитка» (Хвіртка), заводський номер 210 (в деяких джерелах номер 210 вказується, як номер проєкту АГС), була розроблена конструкторами КБ «Малахіт» у 1980-ті роки. Головний конструктор проєкту — генеральний конструктор глибоководних технічних засобів Ю. М. Коновалов. Проєкт 10831 став подальшим розвитком атомних глибоководних станцій проєктів 1910 «Кашалот» і 1851 «Палтус». Будівництво підводного човна велося з 1988 року, а у 1990-ті роки у зв'язку з браком фінансування та відмови від концепції проведення операцій спецпризначення воно було законсервовано і на початку 2000-х років було продовжено.
Розробка і будівництво підводного човна велися в умовах підвищеної секретності. Число зайнятих у процесі будівництва робітників та інженерів жорстко регламентувалося протягом 15 років, коли тривало будівництво.
Підводний човен, якому був наданий тактичний номер АС-12, 13 серпня 2003 року був виведений зі стапеля цеху № 42 заводу «Севмаш». Через три дні був проведений спуск корабля на воду.
Наприкінці вересня 2012 року підводний човен взяв участь у дослідницькій експедиції «Арктика-2012», в ході якої займався збором ґрунту і зразків породи на глибині 2,5—3 кілометри впродовж 20 діб. Після чого АС-12 пройшов відновлювальний ремонт.
У січні 2015 року в російській версії журналу «Top Gear» опублікована перша якісна фотографія АС-12. Підводний човен був випадково сфотографований під час фотосесії автомобіля на березі Білого Моря.

### Пожежа 1 липня 2019
1 липня 2019 року на спусковому апараті підводного човна «Лошарик» в результаті отруєння продуктами горіння загинули 14 моряків-підводників, в тому числі 7 капітанів 1 рангу, два Героя Росії. Займання сталося в ході проведення вимірювань рельєфу дна в російських територіальних водах. Серед загиблих був командир підводного човна Денис Долонський.
Пожежа виникла близько 20:30 вечора за MSK і була погашена екіпажем. Рибалки в затоці Ура повідомили, що вони бачили поверхню підводного човна близько о 21:30, якого зустрів флотський корабель і два буксири. Пізніше судно відбуксирували на базу російського Північного флоту в Сєвероморську, де п'ять чоловік, з тих, хто вижив, були госпіталізовані з отруєнням димом та струсом мозку.
Список загиблих:
1. Герой Російської Федерації, капітан першого рангу Денис Володимирович Долонський;
2. Герой Російської Федерації, капітан першого рангу Микола Іванович Філін;
3. Капітан першого рангу Володимир Леонідович Абанкін;
4. Капітан першого рангу Андрій Володимирович Воскресенський;
5. Капітан першого рангу Костянтин Анатолійович Іванов;
6. Капітан першого рангу Денис Олександрович Опарін;
7. Капітан першого рангу Костянтин Юрійович Сомов;
8. Капітан першого рангу Олександр Валерійович Авдонін;
9. Капітан першого рангу Сергій Петрович Данильченко;
10. Капітан другого рангу Дмитро Олександрович Соловйов;
11. Підполковник медичної служби Олександр Сергійович Васильєв;
12. Капітан третього рангу Віктор Сергійович Кузьмін;
13. Капітан третього рангу Володимир Геннадійович Сухиничев;
14. Капітан-лейтенант Михайло Ігорович Дубков.